# دونكان كامبل
دونكان كامبل (بالإنجليزية: Duncan Campbell) هو صحفي بريطاني، ولد في 1944.